# Mastotermes

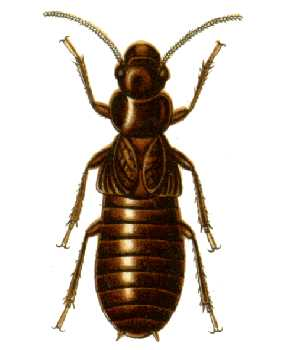
Mastotermes darwiniensis.

Mastotermes es un género de termita con una sola especie viviente, Mastotermes darwiniensis, que sólo se encuentra en el norte de Australia. El género muestra similitudes extrañas con las cucarachas, los parientes más cercanos de las termitas, como la presencia de un lóbulo anal en el ala y la puesta de huevos en montones, en lugar de uno a uno.
El género Mastotermes y la familia Mastotermitidae contienen una sola especie viviente, Mastotermes darwiniensis, aunque se conocen numerosos taxones fósiles. Las termitas se situaban anteriormente en el superorden de los exopterigotos, taxón que es en realidad una agrupación parafilética de los neópteros basales. Es por ello que las cucarachas y las termitas se clasifican actualmente en el orden Blattodea y en el clado Dictyoptera junto con los mantodeos y sus parientes extintos.

## Registro fósil
Ha habido numerosos taxones fósiles descritos en la familia Mastotermitidae así como en el género Mastotermes. La familia parece haber tenido una distribución mundial hasta hace sólo unos pocos millones de años, cuando todos y cada uno de los ancestros de la termita gigante del norte de Australia se extinguieron por razones desconocidas.
Los géneros prehistóricos de Mastotermitidae son: 
- Blattotermes
- Miotermes
- Spargotermes (Mioceno-Plioceno de Brasil)
- y tal vez Pycnoblattina, que parece ser estar exactamente a mitad de camino entre las termitas más primitivas y sus parientes, las cucarachas, y que podría situarse en cualquiera de los dos grupos.

Las especies fósiles de Mastotermes son:
- Mastotermes sarthensis (Cretácico de Francia)
- Mastotermes bournemouthensis (Eoceno tardío de Inglaterra)
- Mastotermes gallica (Oligoceno temprano de Francia)
- Mastotermes anglicus (Oligoceno medio de Inglaterra)
- Mastotermes electromexicus (ámbar del Oligoceno tardío de Chiapas, México)
- Mastotermes heerii (Oligoceno tardío de Polonia): indecisamente situada en Mastotermes.
- Mastotermes picardi (Oligoceno tardío de Francia)
- Mastotermes croaticus (Mioceno temprano de Croacia)
- Mastotermes electrodominicus (Mioceno temprano de la República Dominicana)
- Mastotermes haidingeri (Mioceno temprano de Croacia)
- Mastotermes minor (Mioceno temprano de Croacia)
- Mastotermites stuttgartensis (Mioceno medio de Alemania): indecisamente situada en Mastotermes.